# Garpsätertjärnarna
Garpsätertjärnarna är varandra näraliggande sjöar i Malung-Sälens kommun i Dalarna och ingår i Dalälvens huvudavrinningsområde.
- Garpsätertjärnarna (Transtrands socken, Dalarna, 679134-136082), sjö i Malung-Sälens kommun, 61°12′46″N 13°12′54″Ö / 61.2128°N 13.215°Ö
- Garpsätertjärnarna (Transtrands socken, Dalarna, 679167-136071), sjö i Malung-Sälens kommun, 61°12′57″N 13°12′46″Ö / 61.2158°N 13.2127°Ö